# ثلاثي الشويكات
شَطّاس أو ثلاثيّ الشّويكات (الاسم العلمي Trisetum)، جنس نباتات عشبية برية حولية من فصيلة النجيلية. تنتشر على نطاق واسع في الموائل المعتدلة، والمناطق شبه القطبية، وجبال الألب وفي معظم أنحاء العالم.